# Bandera de la región del Libertador General Bernardo O'Higgins
La Bandera de la Región del Libertador General Bernardo O'Higgins es, junto con su escudo, los símbolos de esta región, aunque solo este último es oficial. En algunos medios suele utilizarse como bandera regional el estandarte usado por el intendente y el Consejo regional, aunque su estatus no está definido.

## Banderas comunales
Algunas municipalidades de la Región del O'Higgins poseen banderas propias.

Placilla
Peumo
Pichilemu
Requínoa
Santa Cruz